# Velma Barfield
Margie Velma Barfield (née Margie Velma Bullard) (29 de outubro de 1932 – 2 de novembro de 1984) foi uma serial killer, condenada por seis assassinatos. Ela foi a primeira mulher a ser executada nos Estados Unidos depois da mudança da lei de pena capital de 1976  e a primeira desde 1962. Ela também foi a primeira mulher a ser executada por injeção letal.

## História
Velma Barfield nasceu no interior da Carolina do Sul, mas cresceu em Fayetteville (Carolina do Norte). Seu pai era alegadamente violento em casa, tendo Velma presenciado inúmeras violências físicas contra sua mãe. Ela conseguiu sair de casa ao se casar com Thomas Burke em 1949. O casal teve dois filhos e foram felizes até Barfield sofrer uma histerectomia e começar a sentir dor nas costas. Tais eventos levaram a uma mudança no comportamento de Barfield e um eventual vício em drogas.
Thomas Burke começou a beber e as reclamações de Barfield se transformaram em perseguições contra o marido. Em 4 de abril de 1969, após Burke desmaiar, Barfield e as crianças deixaram a casa, retornando ao local e o encontrando incêndiado e com Burke morto. Poucos meses depois, sua casa incendiou-se novamente, dessa vez com o retorno de um seguro em dinheiro.
Em 1970, Barfield casou-se com um viúvo, Jennings Barfield. Pouco mais de um ano após o casamento, Jennings morreu em 22 de março de 1971 de complicações do coração, deixando Velma viúva outra vez.
Em 1974, a mãe de Barfield, Lillian Bullard, apresentou sintomas agudos de diarreia, vômitos e náuseas, apenas recuperando-se alguns dias depois. Durante o natal daquele mesmo ano, Lillian começou a apresentar os mesmos sintomas anteriores, resultando em sua morte algumas horas após chegar ao hospital em 30 de dezembro de 1974.
Em 1976, Barfield passou a cuidar de idosos, trabalhando para Montgomery e Dollie Edwards. Montgomery adoeceu-se e morreu em 29 de janeiro de 1977. Poucos meses depois da morte do marido, Dollie experimentou sintomas idênticos ao da mãe de Velma e morreu em 1 de março de 1977, morte essa confessa por Barfield mais tarde.
Seguindo aquele ano, 1977, Barfield arranjou outro emprego como cuidadora, dessa vez com o de então 76 anos Record Lee, que havia quebrado a perna. Em 4 de junho de 1977, o marido de Lee, John Henry, passou a sentir dores fortes no estômago, além de vômitos e diarreia. Ele morreu pouco tempo depois e Barfield confessou o assassinato.
Outra vítima foi Rowland Stuart Taylor, namorado de Barfield e parente de Dollie Edwards. Temendo que ele descobrisse que ela estava fraudando cheques em seu nome, ela misturou arsênico com veneno para ratos em sua cerveja e chá. Ele morreu em 3 de fevereiro de 1978, enquanto ela estava “ajudando” a recuperar sua saúde; uma autópsia encontrou os venenos no corpo de Taylor. Após sua prisão, o corpo de Jennings Barfield foi exumado e foram encontrado traços de arsênico, assassinato esse que Barfield negou ter cometido. Apesar de ter subsequentemente confessado ter matado Lillian Bullard, Dollie Edwards, e John Henry Lee, ela apenas foi julgada e condenada pela morte de Taylor.
O cantor e compositor Jonathan Byrd é neto de Jennings Barfield e de sua primeira mulher. A canção de Byrd "Velma" de seu álbum Wildflowers mostra uma visão da investigação dos crimes.

## Prisão e execução
Durante sua estada no corredor da morte, Barfield tornou-se devote ao cristianismo. Apesar de ter sido batizada e frequentar a igreja assiduamente, ela afirmou que apenas “brincava” de ser cristã.
Seus últimos anos de vida foram usados para pregar para outros prisioneiros. O envolvimento de Barfield com o cristianismo foi intensa ao ponto de pedirem a comutação de sua pena de morte para prisão perpétua. Após uma apelo na corte federal ter sido negado, Barfield instruiu seus advogados a abandonar os planos de apelar na suprema corte. Barfield foi executada em 2 de novembro de 1984 na prisão central de Raleigh, North Carolina. Ela liberou um discurso antes de ser executada, dizendo:
| “ | Sei que todo mundo passou por muito sofrimento, e a todas as famílias relacionadas, peço perdão, e quero agradecer a todas que me ajudaram nesses seis anos. | ” |

Barfield negou uma última ceia, tendo apenas comido salgadinhos e bebido uma Coca-Cola. Barfield usava um pijama rosa quando foi executada.
A execução de Barfield trouxe controvérsias políticas quando o governador do estado, Jim Hunt, que lutava contra Jesse Helms por uma vaga no senado, que Hunt perdeu, rejeitou o pedido de clemência de Barfield.
Barfield foi enterrada em um pequeno cemitério rural na Carolina do Norte, perto do seu primeiro marido, Thomas Burke.

## Livros
- Barfield, Velma. Woman on Death Row. Thomas Nelson Inc. (maio de 1985). ISBN 0-840-79531-9.
- Bledsoe, Jerry. Death Sentence: The True Story of Velma Barfield's Life, Crimes, and Execution. Dutton Adult (1 de Outubro de 1998). ISBN 0-525-94255-6.